# Anton Aurre Elorrieta
Anton Aurre Elorrieta (Ajangiz, Biscaia, 24 de setembre de 1927 - Algorta, 23 de setembre de 2013) va ser un capità de la marina mercant i polític basc.
Casat i pare de quatre fills, va néixer en el caseriu Agerre de la localitat d'Ajangiz. Va ser capità de la marina mercant i va navegar durant 25 anys, arribant a ocupar el lloc de director de personal a la Flota Naviera Vizcaína durant vint anys.
Militant clandestí del PNB i defensor del folklore basc, va passar a incorporar-se a les Juntes Generals després de la mort de Franco. El 1979, va sortir elegit apoderat de les Juntes Generals de Biscaia com a representant del PNB, càrrec que va ocupar durant 16 anys, entre 1979 i 1995, dels quals dotze va ser president d'aquesta institució (1983-1995). El 1995, a causa de la seva trajectòria política, la seva condició d'actiu euskaltzale i el seu paper com a difusor de la cultura basca, Aurre va accedir a la presidència de la Fundació Sabino Arana, vinculada al Partit Nacionalista Basc, càrrec que va ocupar fins que el 1999 va patir un infart cerebral que el va obligar a desplaçar-se en cadira de rodes. Des d'aquell moment va passar a exercir com a president d'honor de la Fundació, un càrrec que anteriorment havia ocupat el lehendakari Jesús María de Leizaola. A més del basc, el seu idioma matern, Aurre dominava també el castellà, l'anglès i el francès. Com a "euskaltzale" actiu, va conrear tots els dialectes de l'euskera, encara que habitualment s'expressava en basc biscaí.